# Salinas de Garci Mendoza (gemeente)
Salinas de Garci Mendoza is een gemeente (municipio) in de Boliviaanse provincie Ladislao Cabrera in het departement Oruro. De gemeente telt naar schatting 13.515 inwoners (2018). De hoofdplaats is Salinas de Garci Mendoza.

## Plaatsen
De volgende plaatsen zijn gelegen in de gemeente Salinas de Garci Mendoza:
- Salinas de Garcí Mendoza 593 inw. – Challuma 289 inw. – Puqui 274 inw. – Lupuyo 237 inw. – Catuyo 196 inw. – Challacota 184 inw. – Sighualaca 172 inw. – Concepción de Belén 148 inw. – Chalhua 146 inw. – Tambo Tambillo 137 inw. – Ucumasi 133 inw. – Playa Verde 126 inw. – Villa Esperanza Quinsuyo 117 inw. – Aroma 115 inw. – Jirira 109 inw. – San Martín 38 inw.